# HI Большой Медведицы
HI Большой Медведицы (лат. HI Ursae Majoris), HD 233802 — одиночная переменная звезда в созвездии Большой Медведицы на расстоянии приблизительно 1495 световых лет (около 458 парсеков) от Солнца. Видимая звёздная величина звезды — от +9,64m до +9,5m.

## Характеристики
HI Большой Медведицы — оранжевая пульсирующая медленная неправильная переменная звезда (LB:) спектрального класса K0.